# Rufescina
La rufescina es un alcaloide indeno [1,2,3-ij] isoquinolínico aislado de las plantas Abuta imene y Abuta rufescens (Menispermaceae)

## Derivados
La norufescina es un producto de desmetilación de la rufescina en el fenol 9 de la rufescina (el metoxilo aislado de la quinolina) CAS: 58189-34-7; Fórmula molecular: C18H15NO4; PM = 309.1. Aislado de los tallos de  Abuta imene, Abuta rufescens, Telitoxicum peruvianum y las raíces de Cissampelos pareira (Menispermaceae). Es citotóxico contra células P388. Forma cristales anaranjado amarillentos PF = 235 - 238 °C y descompone a 232-234 °C. UV: [neutro]λmax208 (ε25800) ;252 (ε32000) ;300 (ε21300) ;308 (ε19400) ;340 (ε2400) ( MeOH).

## Síntesis
La rufescina fue sintetizada por Menachery y posteriormente por Boyer. La síntesis de este último se llevó a cabo de acuerdo al siguiente esquema sintético:
- Se parte de 5,6,7-trimetoxiisoquinolina-8-carbaldehído para después condensarlo con 2-(trimetilsilil)-l,3-ditianil-2-uro de litio.
- El producto obtenido se somete a una metanólisis con cloruro de mercurio (II) para obtener el grupo metoxicarbonilo.
- Posteriormente se utiliza cloruro de tosilo y cianuro de potasio para cianurar el anillo de quinolina en la posición 1.
- El anillo  de quinolina aromatiza por la condensación del carbono α del metoxicarbonilo con el cianuro, para dar un nuevo anillo fusionado de pirrolidina.

En presencia de ácido, se rompe el éster, se descarboxila y elimina por hidrólisis de la imina formada.
El producto se condensa con metoxiacrilato de metilo para formar el anillo fusionado de pirona.
El anillo de pirona se transforma en un anillo fusionado de benceno por condensación con 1,1-dimetoxietileno.